# 芜湖-合肥城际特快列车
芜湖-合肥城际特快列车是中国铁路运行于安徽省会合肥至芜湖之间的一系列双层特快列车的总称，由上海铁路局合肥客运段负责客运任务。列车使用中国铁路25Z型客车，沿淮南铁路运行。使用车次为：T7681/7682次、T7683/7684次、T7685/7686次。

## 概要
该趟列车已经于2018年4月10日起停止运营。

## 列车编组
T7681/7682次、T7683/7684次、T7685/7686次列車使用配属上海铁路局合肥车辆段的25Z型双层软座客车（出厂型号SRZ125Z，后标记为SRZ25K型）和25K型双层硬座客车，列车满编采取9节车厢编组，共两组，和T7691/7692次列车套跑。其中双层硬座车4辆、双层软座车4辆、空调发电车1辆。
| 车厢编号 | 1-4                   | 5-8           | 9                |
| 车型     | SRZ125Z/SRZ25K 软座车 | SYZ25K 硬座车 | KD25G 空调发电车 |

## 机车交路

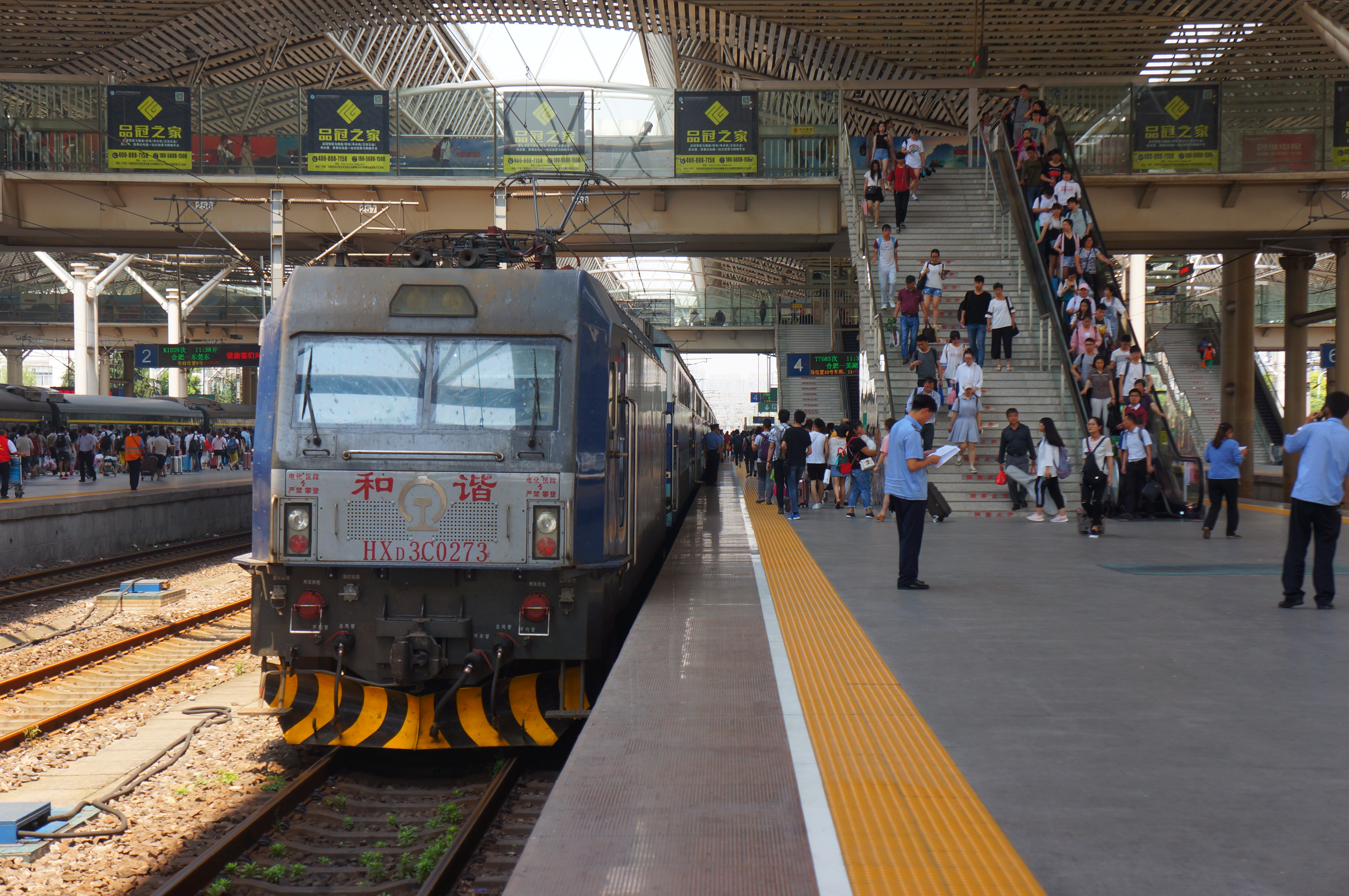
和谐3C型电力机车牵引T7683次列车在合肥站待发

| 车站区段               | 合肥 ↔ 芜湖                        |
| 本务机车 配属 司机更替 | 和谐3C型电力机车 上局合段 合肥司机 |